# Câble 1
Téléval je plánovaný projekt dopravního spojení od konečné stanice Pointe du Lac linky 8 pařížského metra na pařížském předměstí. Jedná se o systém visuté lanové dráhy o délce 4,5 km, která bude spojovat města Créteil, Valenton, Limeil-Brévannes a Villeneuve-Saint-Georges v departementu Val-de-Marne. Výstavba je plánována na období 2016-2018.

## Projekt
Snaha o vybudování lanové dráhy v této oblasti má již dlouhou tradici. Roku 1989 společnost RATP zadala studii proveditelnosti vybudovat trať na jihu města Créteil, s napojením na linku 8 ve stanici Créteil – Préfecture. Projekt nebyl nikdy realizován. Prodloužení linky 8 do stanice Pointe du Lac (zprovozněno 8. října 2011) otevřelo perspektivy vytvoření spojení do sousedních obcí Limeil-Brévannes, Valenton a Villeneuve-Saint-Georges.
V roce 2008 Joseph Rossignol, generální radní departementu Val-de-Marne a starosta Limeil-Brévannes navrhl projekt lanové dráhy. V roce 2010 bylo do projektu zapojeno rozšíření tratě do čtvrti Bois Matar ve Villeneuve-Saint-Georges. Na počátku roku 2011 STIF potvrdil a prozkoumal možnosti projektu. Na jaře 2012 STIF rozhodl zadat srovnávací studii mezi několika způsoby dopravy včetně lanového na zajištění oblasti Limeil-Brévannes.

## Trasa a stanice
Téléval spojí obě konečné za 14 minut, což je významný rozdíl oproti autobusvé a automobilové dopravě. Umožní dopravní obsluhu především čtvrti Les Temps Durables, parku Plage Bleue, obytné zóny Saint-Martin a čtvrtí Île-de-France, Polognes a Bois Matar. Počítá se s vybudováním čtyř stanic:
- stanice Pointe du Lac: ve městě Créteil bude možný přestup na linku 8 metra a autobusové linky. Po vybudování nádraží Créteil – Pompadour na lince RER D zde bude autobusové spojení na toto nádraží.

- stanice Les Temps Durables: umístěná v obci Limeil-Brévannes, bude sloužit pro 3000 obyvatel nové čtvrti Les Temps Durables a pro park Plage Bleue.

- stanice Émile Combes: v téže obci poblíž sportoviště Stade Paul-Vaillant-Couturier. Bude zajišťovat spojení pro obyvatele čtvrtí Saint-Martin a Île-de-France.

- stanice Bois Matar: bude sloužit 7000 obyvatelům čtvrti Bois Matar ve Villeneuve-Saint-Georges.